# Chance! (série télévisée)
Chance! ~Kanojo ga Seiko Shita Riyu~ (チャンス!〜彼女が成功した理由〜) est une série télévisée japonaise (tanpatsu) en deux épisodes de 60 minutes, diffusés les 7 mars et 14 mars 2009 sur la chaine Fuji TV.

## Résumé
Tamaki Kawamura est embauchée dans une société de voyage en tant qu’agent de service. À la suite d'un compromis, elle se retrouve à devoir faire une présentation importante pour sa compagnie. C'est sans doute la chance de sa vie.

## Distribution
- Maki Horikita : Tamaki Kawamura
- Meisa Kuroki : Saori Tamaki
- Hitori Gekidan (en) : Inoue
- Yoshinori Okada : Yajima
- Tsuyoshi Muro (en) : Fumiya Kusaba
- Koji Seto : Taizou Kawamura